# كشك البلاط

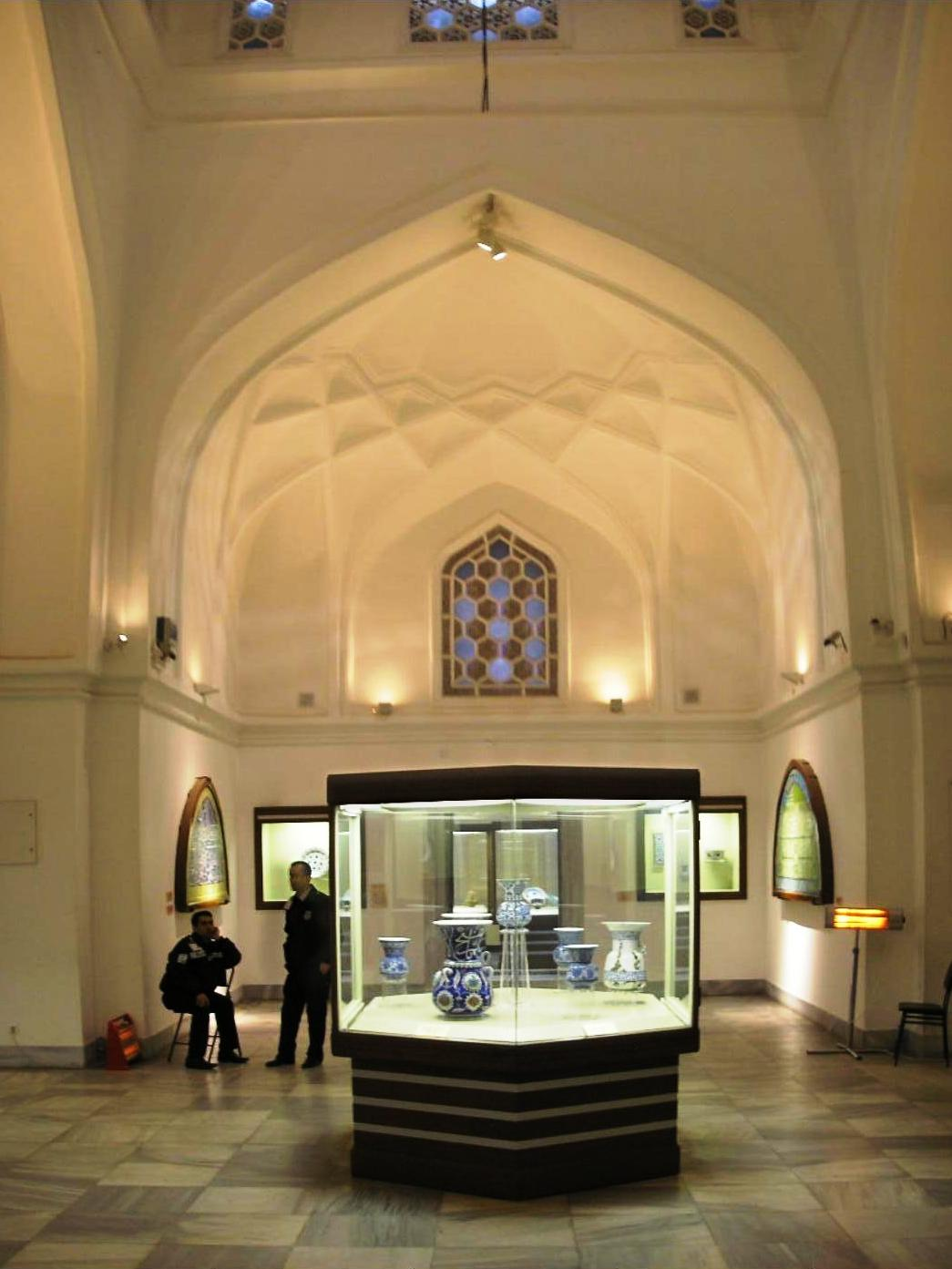
كشك البلاط من الداخل.

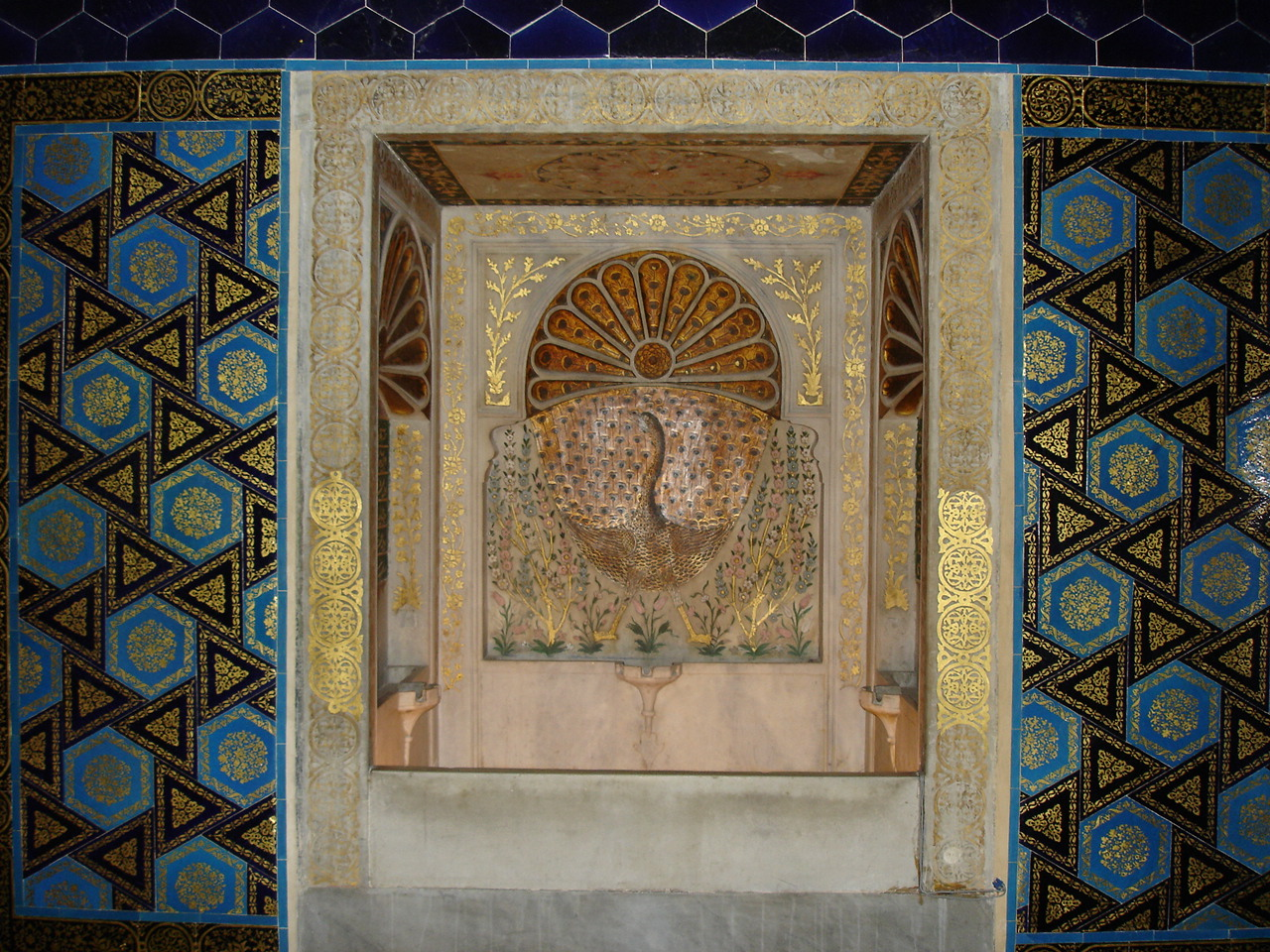
عرض مفصل للبلاط

كشك البلاط (بالتركية: Çinili Köşk)‏ هو عبارة عن جناح يقع داخل الأسوار الخارجية لقصر طوب قابي؛ يرجع تاريخ بناءه إلى عام 1472 كما هو موضح على نقش البلاط أعلى المدخل الرئيسي.   قام ببناءه السلطان العثماني محمد الثاني واتخذه كمقر صيفي له. 

## معرض الصور

بلاط كشك كشك
بلاط مدخل كشك التفاصيل
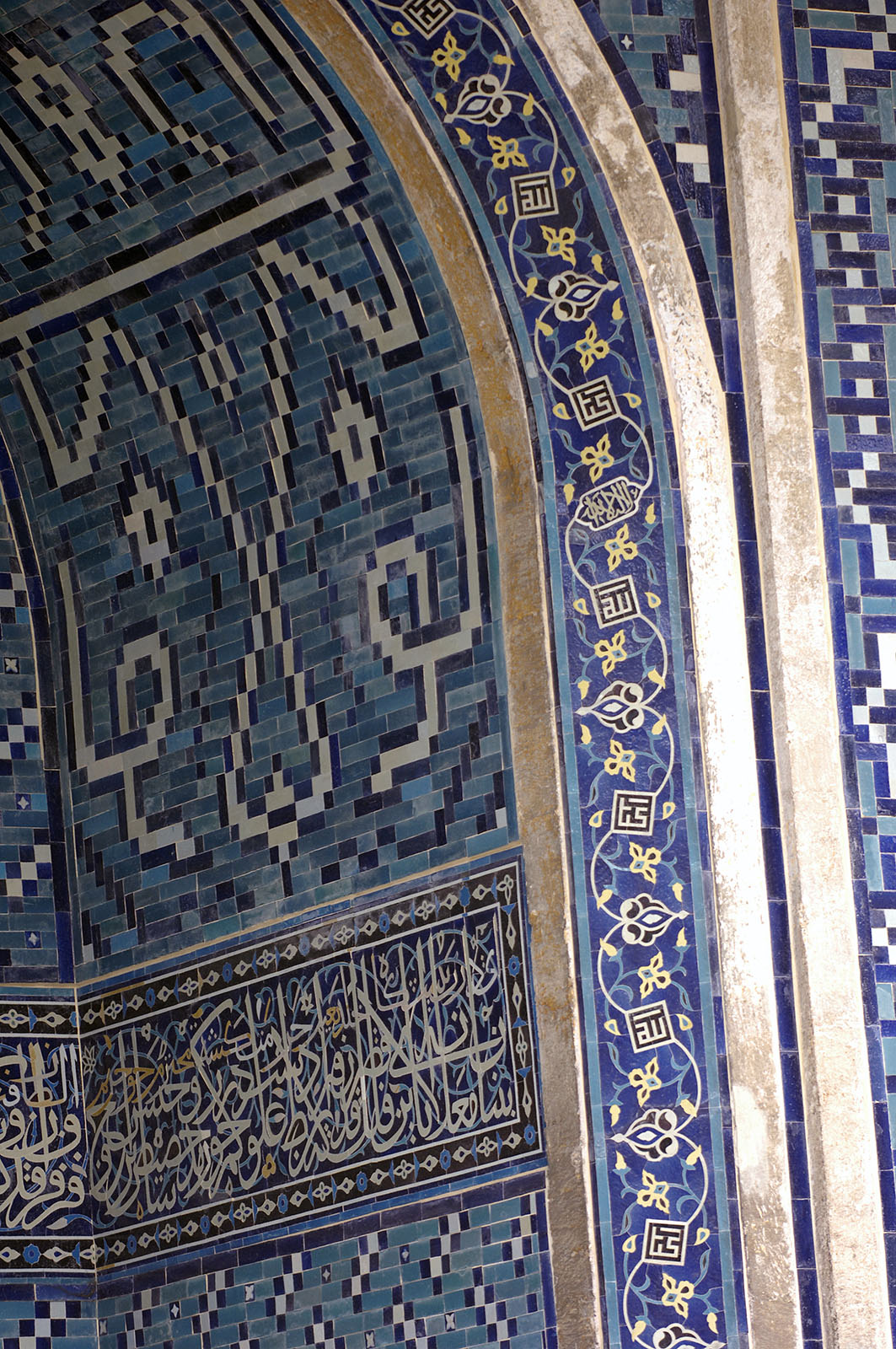
بلاط مدخل كشك التفاصيل
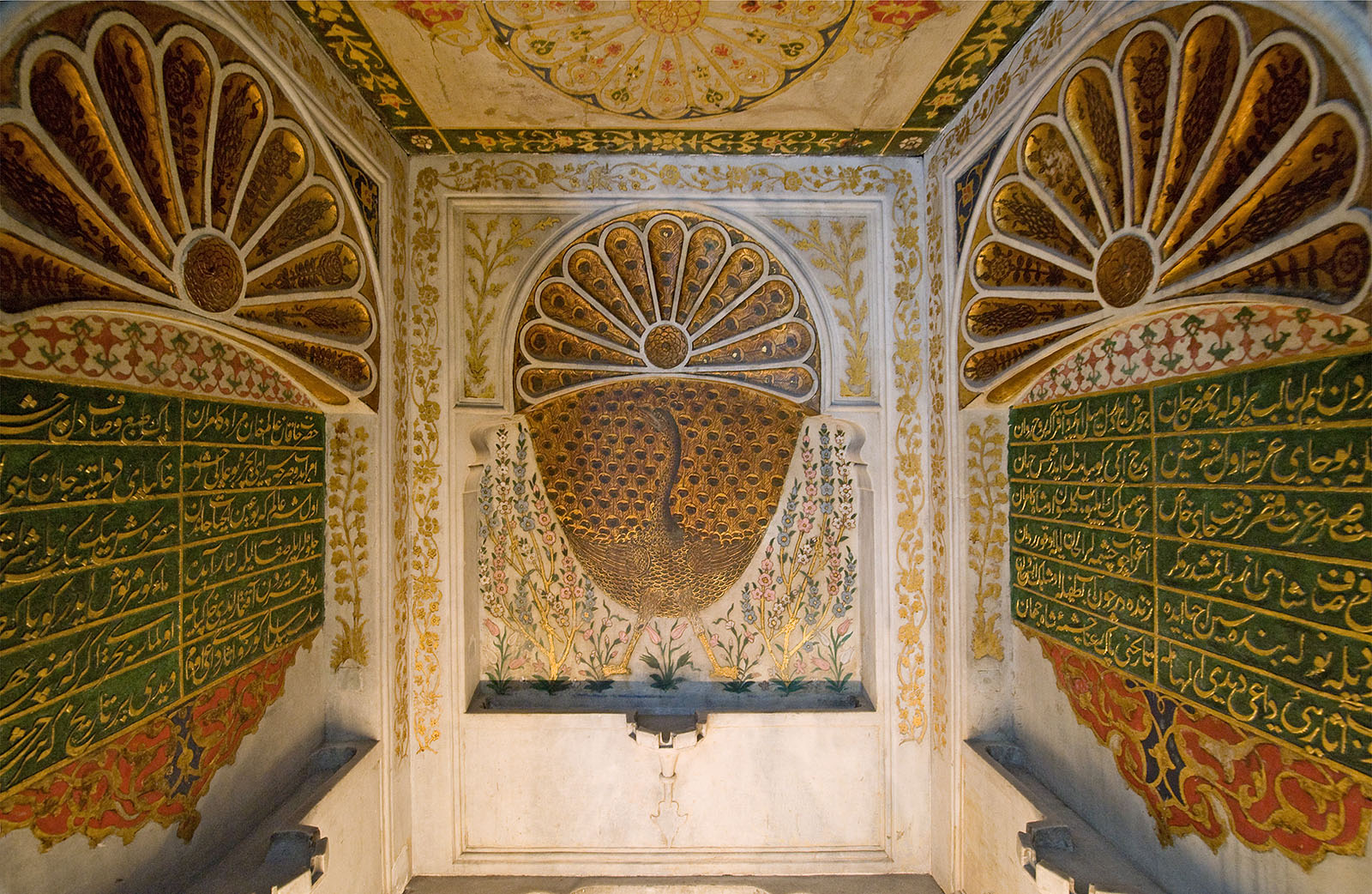
نافورة كشك البلاط
إزنيق صفيحة أحادية اللون
إزنيق صفيحة أحادية اللون
إزنيق صفيحة أحادية اللون
إيزنيك مصباح مسجد وير أحادية اللون
إيزنيك مصباح مسجد وير أحادية اللون
إيزنيك مصباح مسجد وير أحادية اللون
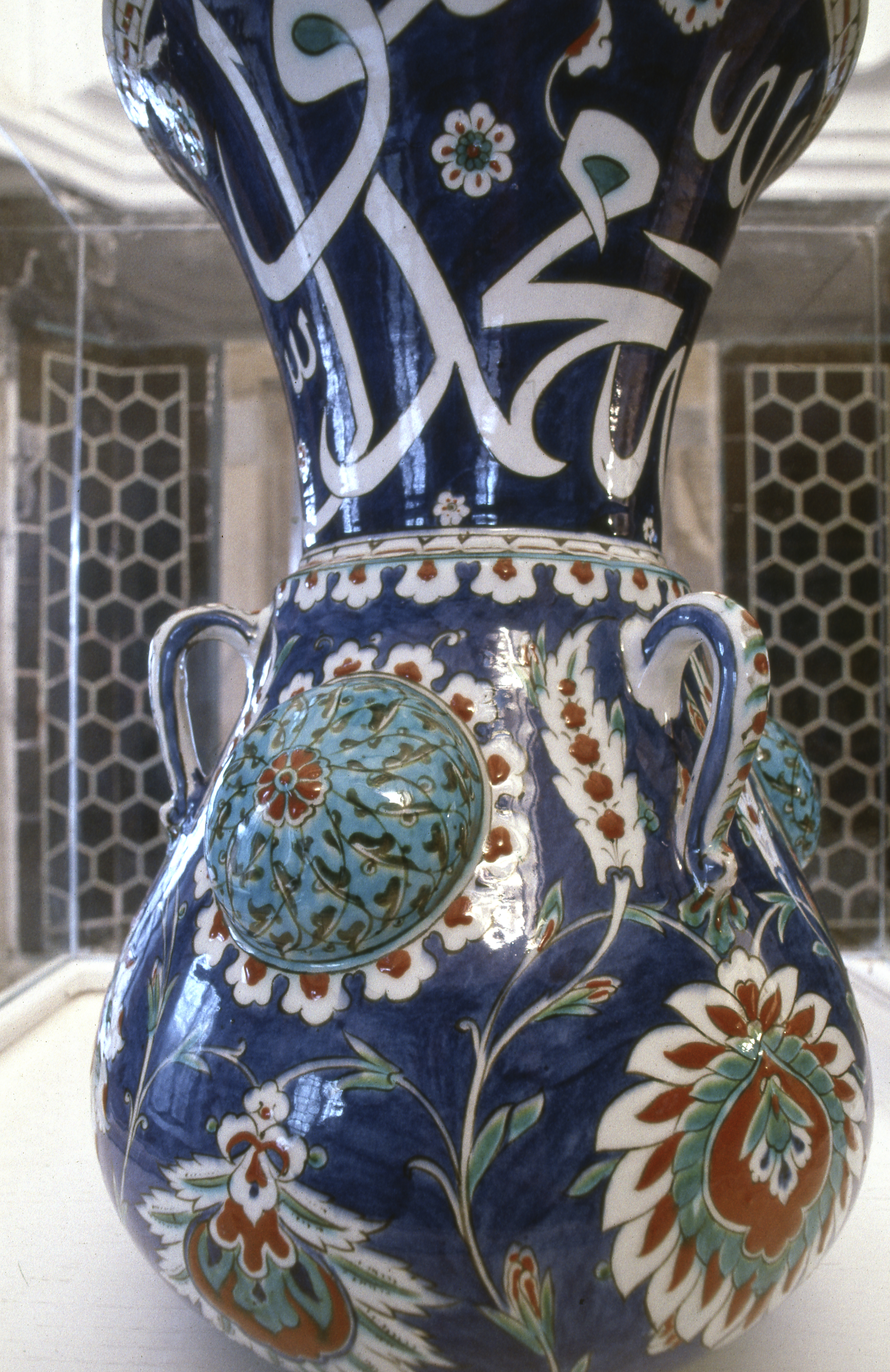
مصباح المسجد بألوان متعددة
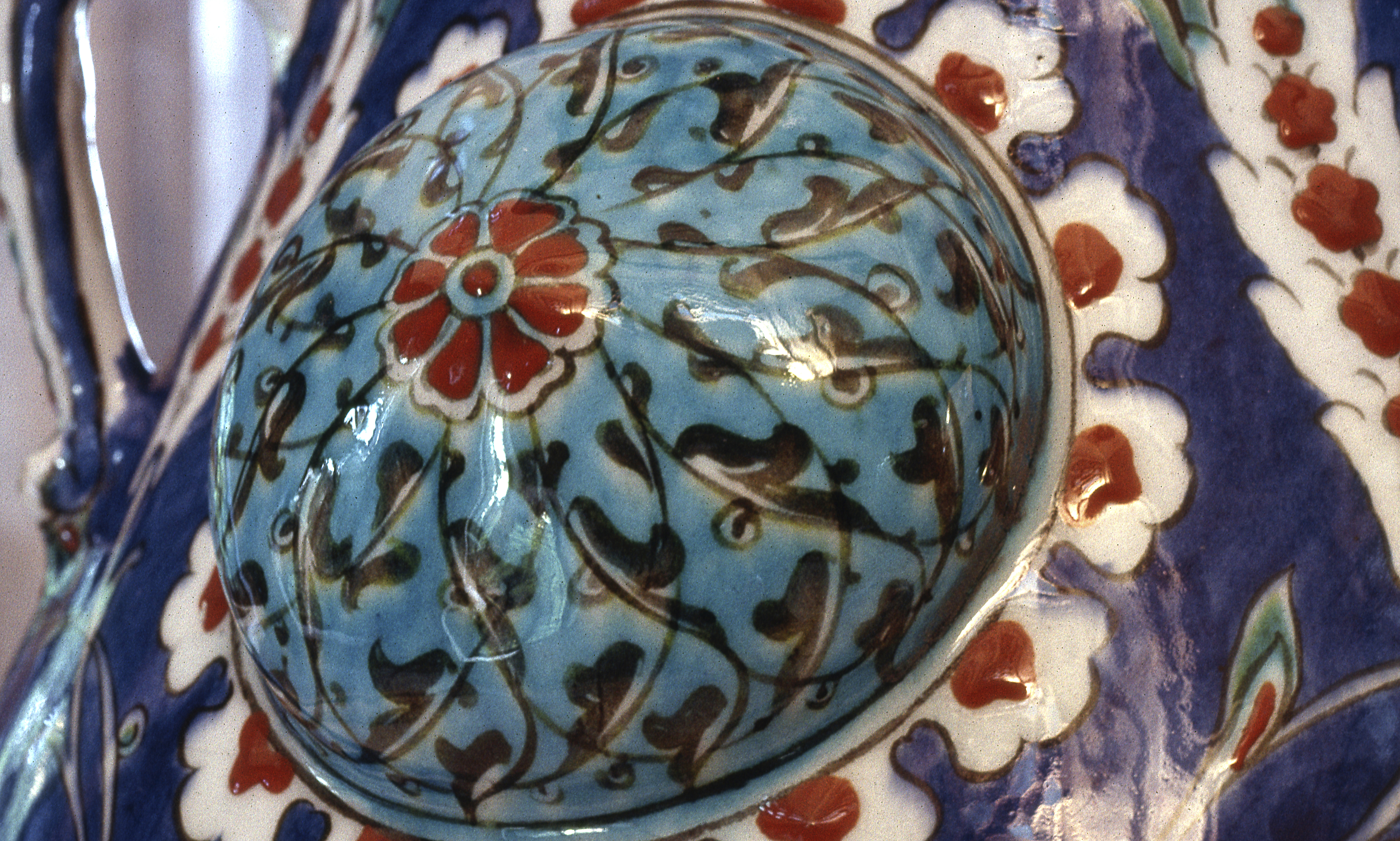
مصباح المسجد بألوان متعددة
لوحة Iznik في متعدد الألوان
بلاط متعدد الألوان
بلاط إزنيق بألوان متعددة
بلاط إزنيق بألوان متعددة
Iznik وير في متعدد الألوان
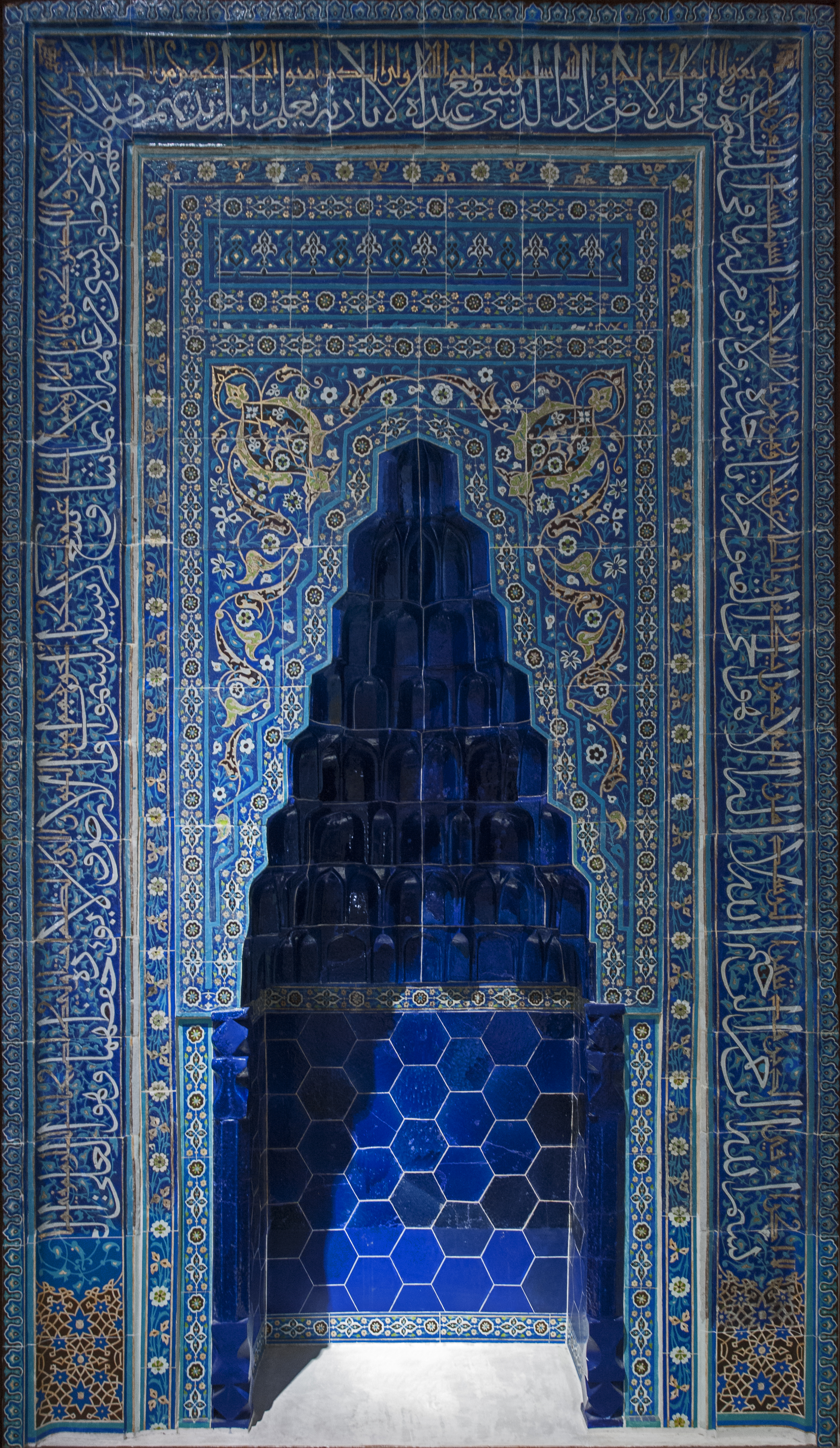
كشك البلاط المحراب
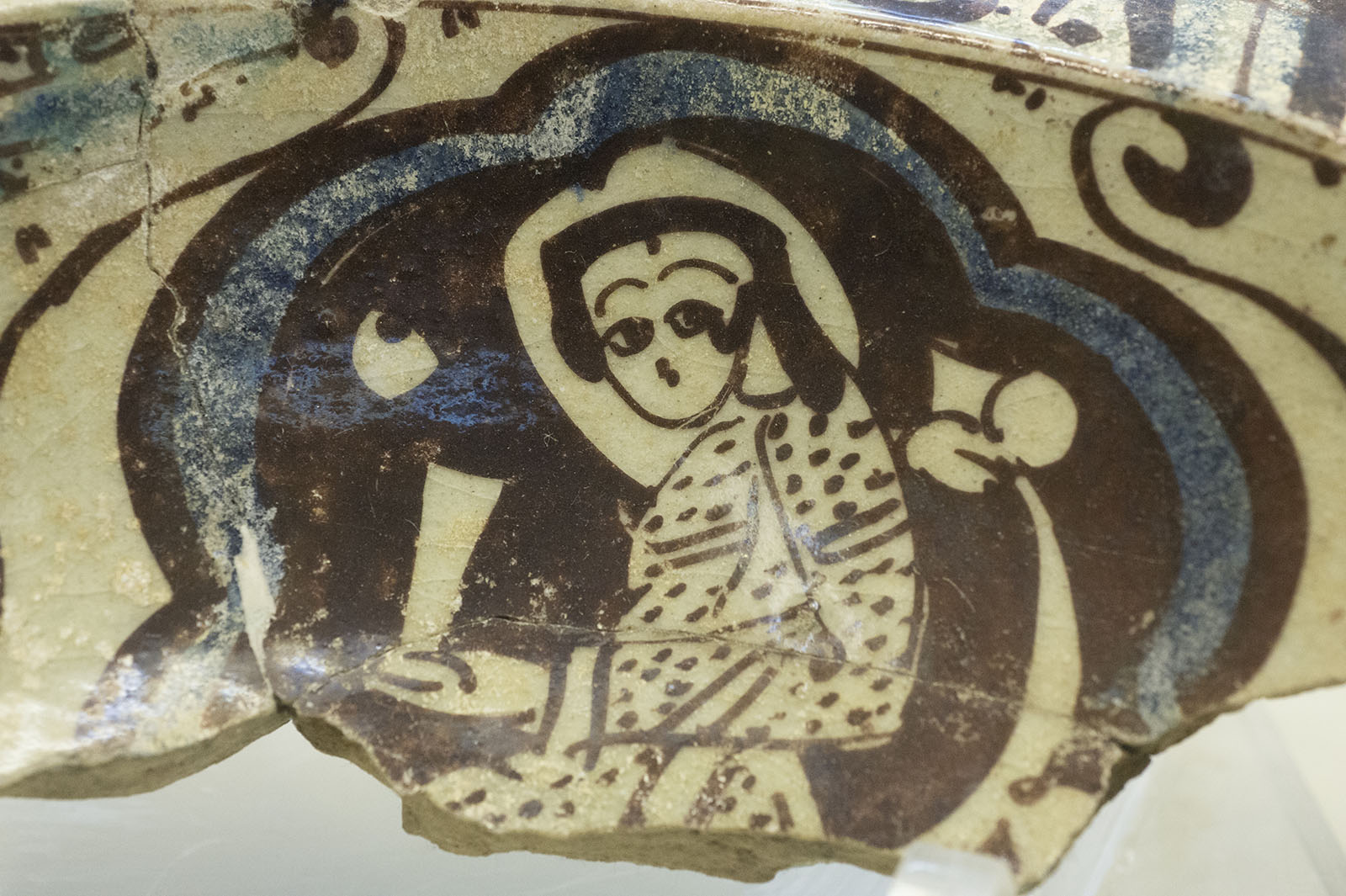
كشك كشك التفاصيل
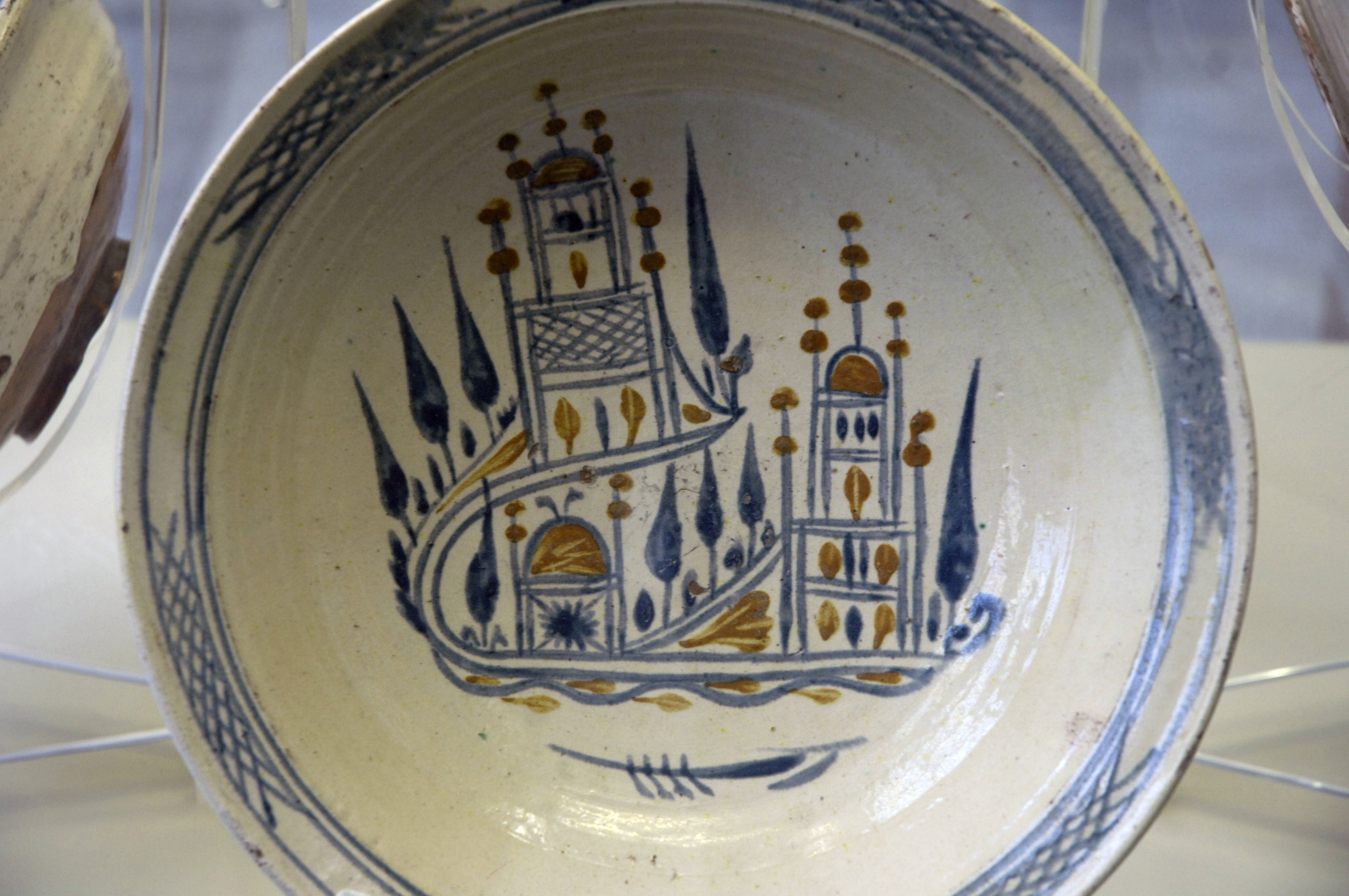
تجانب كشك وير تشاناكالي
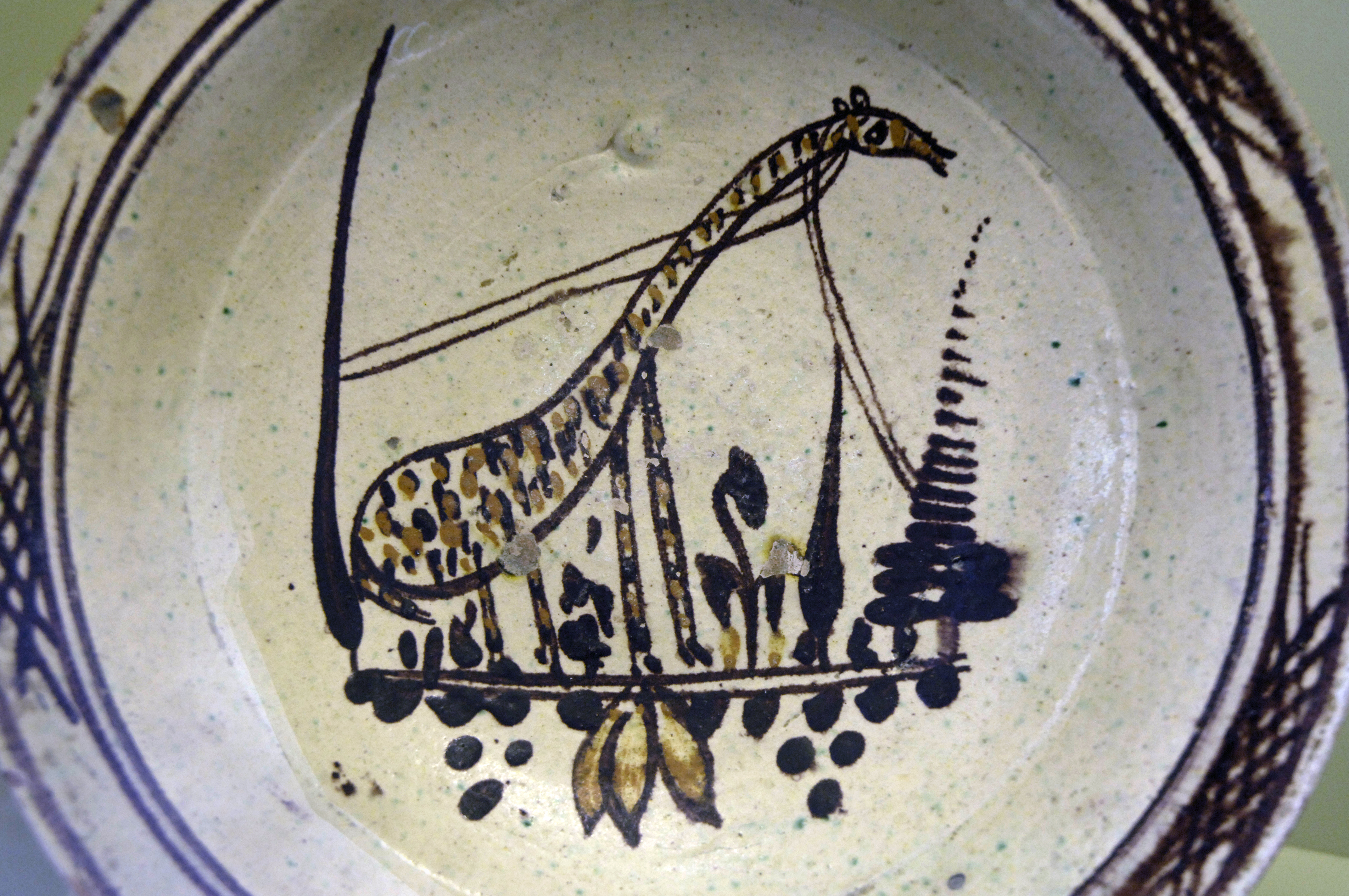
تجانب كشك وير تشاناكالي

## روابط خارجية
- أكثر من 150 صورة
- GreatBuildings.com | كشك البلاط